# Plac Ratuszowy w Bielsku-Białej
Plac Ratuszowy – plac w centrum Bielska-Białej, w historycznej dzielnicy Biała (administracyjnie: Biała Śródmieście), pomiędzy ulicą Dmowskiego, ulicą Stojałowskiego i rzeką Białą. Główną budowlą placu jest gmach ratusza, potrzebom Urzędu Miejskiego służą też przebudowane obiekty fabryczne w pierzei wschodniej.

## Układ

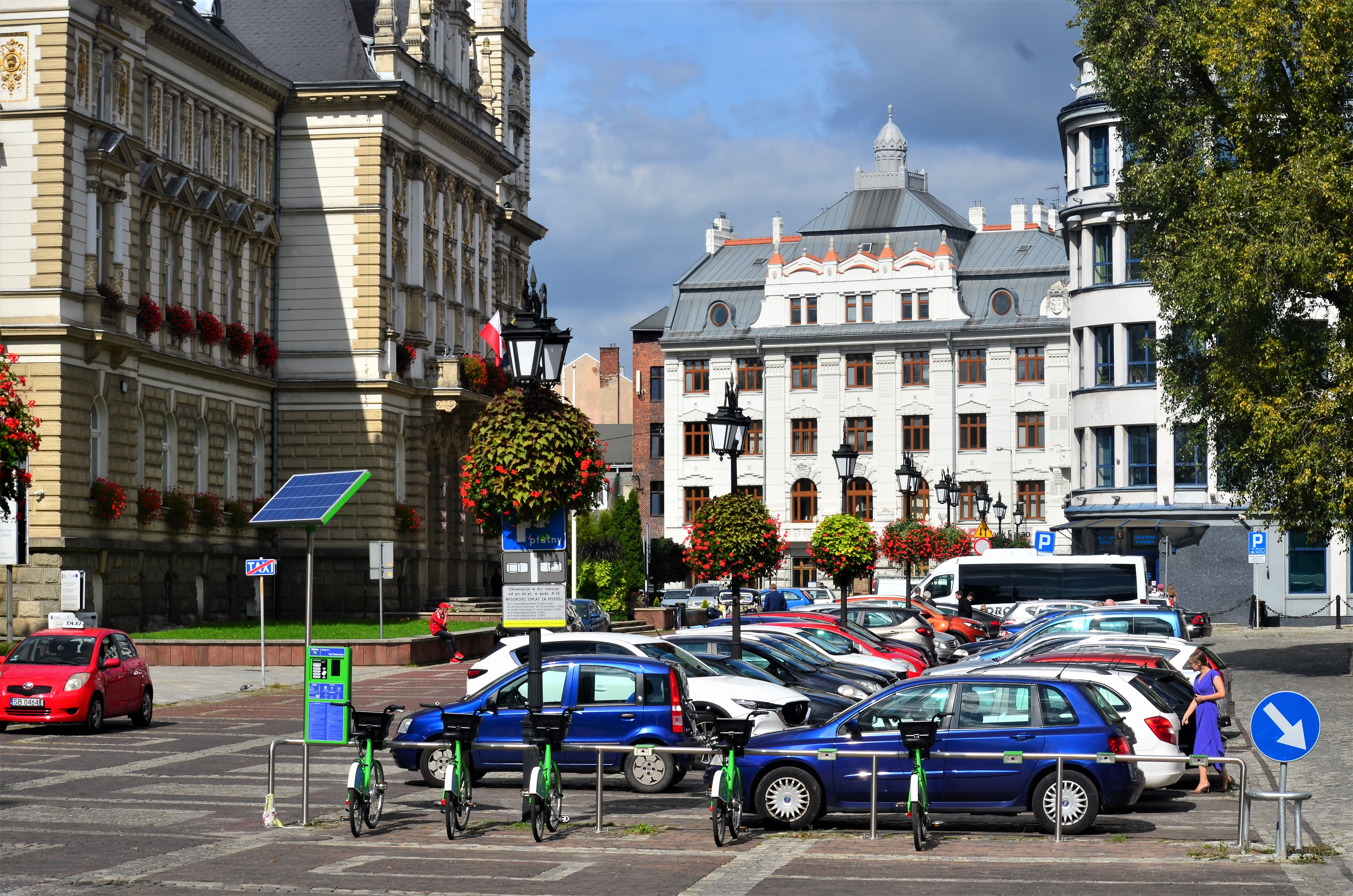
Parking na placu

Jest to zbliżony kształtem do prostokąta plac o długości około 180 m na osi północ–południe. Szerokość placu wynosi w najszerszej północnej części – od około 60 m w najszerszej części do około 25 m w najwęższej.
Od północy jest ograniczony ulicą Stojałowskiego. Przedłużeniem placu w kierunku północnym jest ulica Ratuszowa łącząca go z placem Wojska Polskiego – rynkiem dawnej Białej. Na południu przechodzi w parking ciągnący się wzdłuż rzeki Białej i ulicy Dmowskiego. Na zachodzie jego kontynuacją jest park miejski o powierzchni 9800 m², zwany nieformalnie parkiem koło ratusza lub ratuszowym. Od południowego zachodu plac ogranicza rzeka Biała, wzdłuż której od ratusza do mostu na ul. Stojałowskiego biegnie bulwar. Plac Ratuszowy z położoną na drugim brzegu ulicą Bohaterów Warszawy łączy pieszy mostek. 
Dominującą budowlą jest położony w zachodniej części gmach ratusza, którego długość wzdłuż placu wynosi 65 m.
Obecnie plac stanowi przede wszystkim płatny parking. Pomiędzy gmachem ratusza a rzeką oraz na północno-zachodnim skraju urządzono niewielki skwer.

## Historia

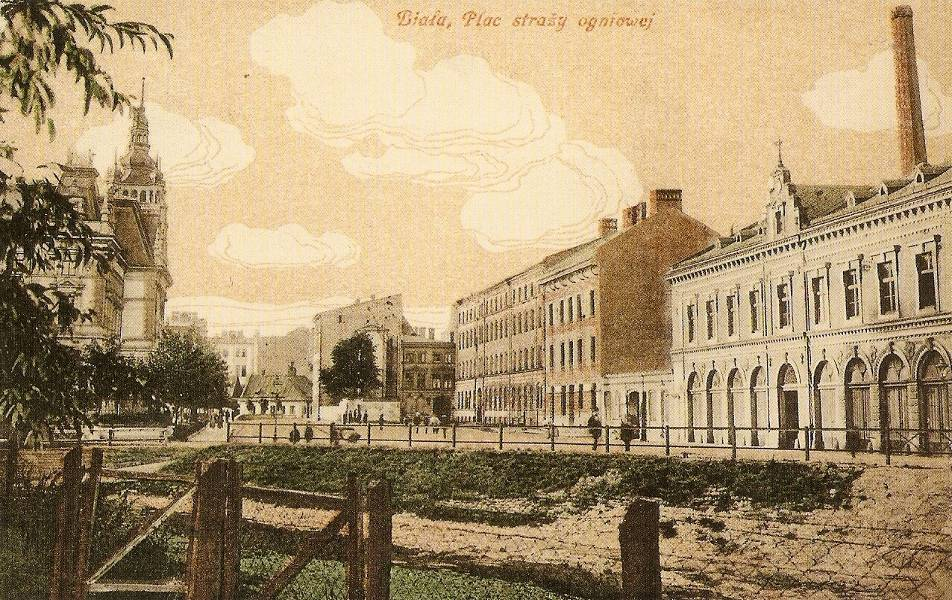
Plac Straży Ogniowej około 1915

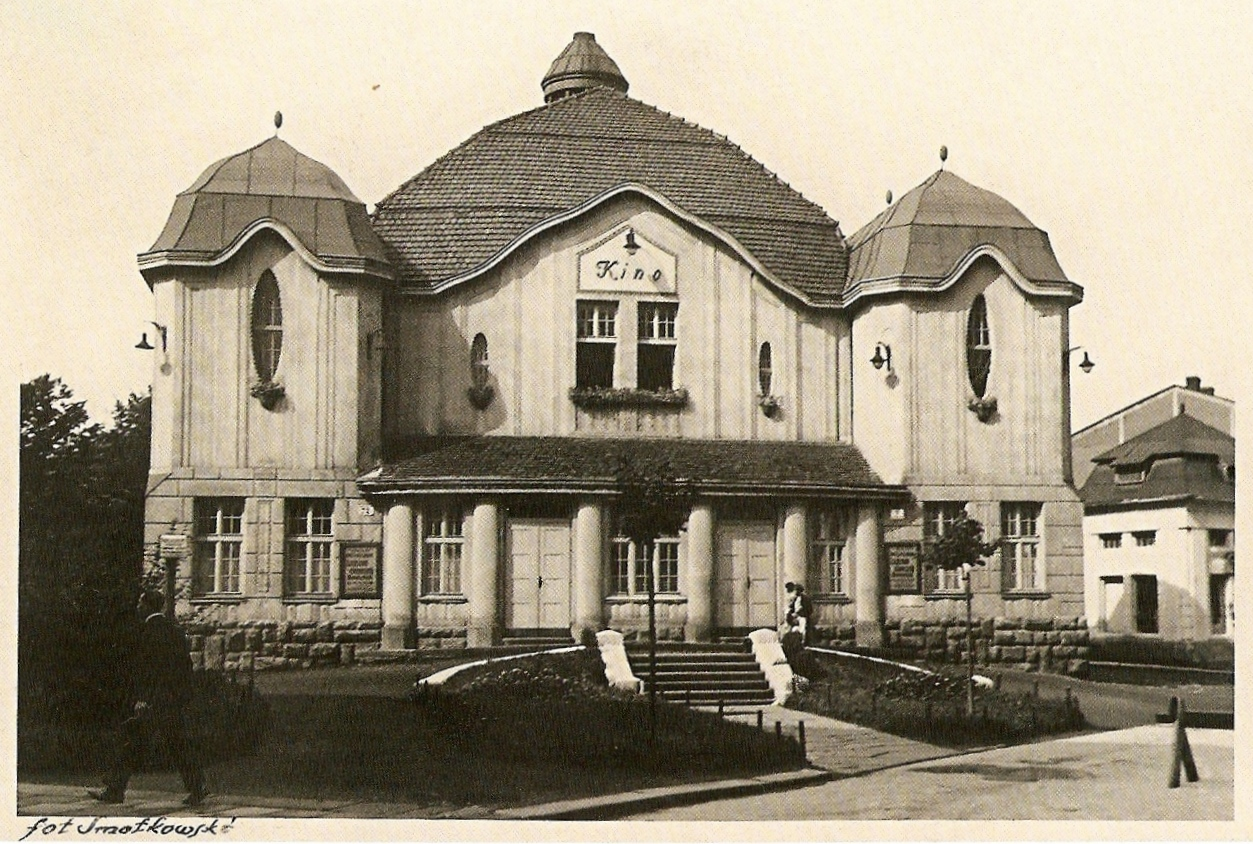
Kinoteatr miejski w 1933

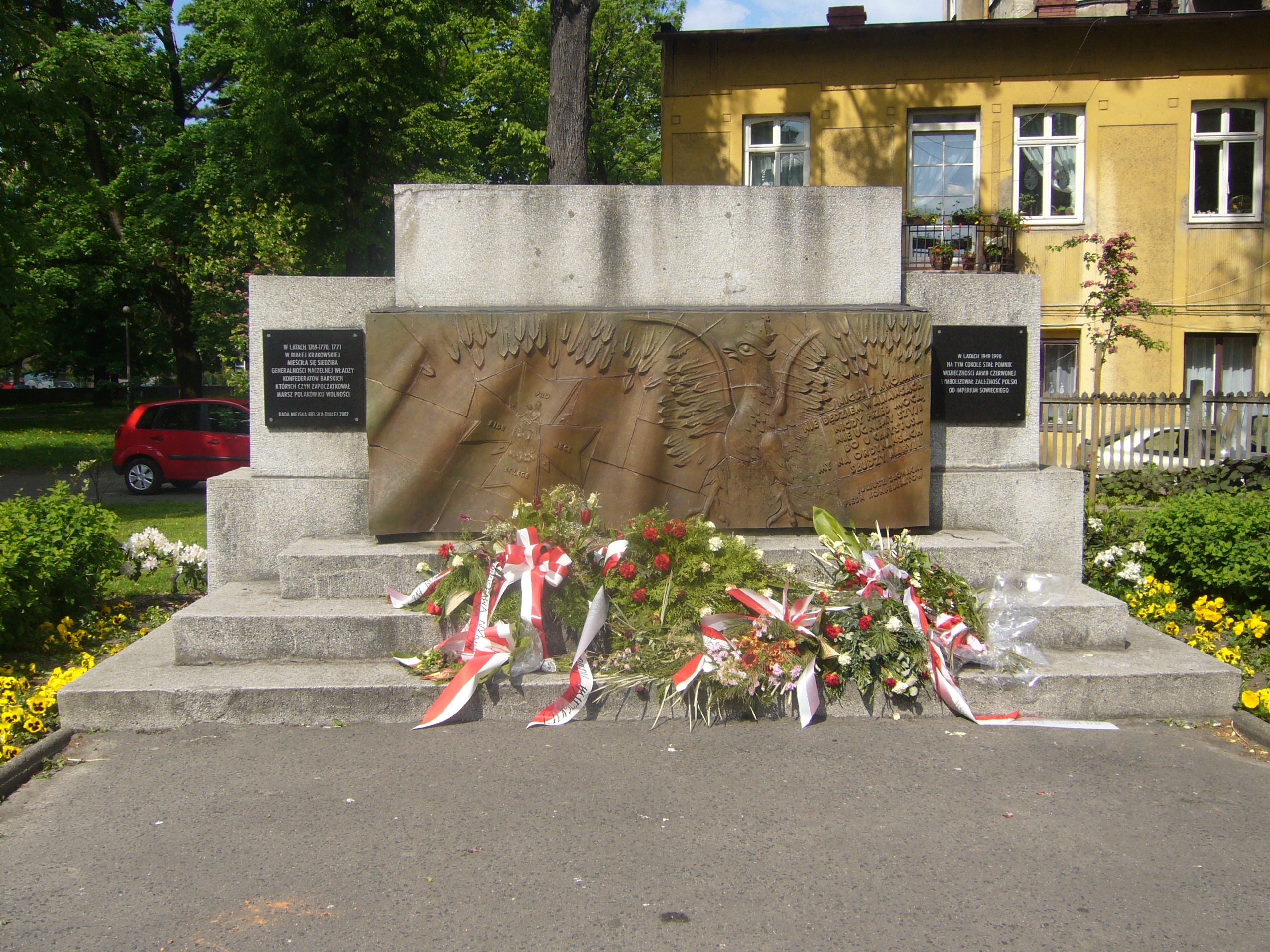
Pomnik konfederatów barskich

W drugiej połowie XIX wieku w miejscu dzisiejszego placu znajdował się tzw. świński rynek (Schweinsplan). W 1869 we wschodniej jego części powstał kompleks zabudowań fabryki sukna Franza Vogta. W 1890 w sąsiedztwie fabryki powstał budynek bialskiej straży pożarnej. Odtąd plac nosił nazwę Feuerwehrplatz (Plac Straży Ogniowej).
W 1895 rozpoczęto budowę nowego ratusza w Białej. Z uwagi na brak miejsca w ciasnych strukturach urbanistycznych budynek powstał w zachodniej części słabo jeszcze zabudowanego Placu Straży Ogniowej. Neorenesansowy gmach projektu Emanuela Rosta juniora został oddany do użytku w 1897 i mieścił początkowo zarówno magistrat, jak i kasę oszczędności, kilkanaście miejskich instytucji (m.in. muzeum, straż miejska i Towarzystwo Obywatelskie) oraz mieszkania urzędników. W tym samym roku doszło do zmiany nazwy na Rathausplatz (po 1918 spolszczona jako Plac Ratuszowy). Wraz z ratuszem powstał w sąsiedztwie park miejski, w którym m.in. umieszczono głaz narzutowy w postaci czerwonego granitu skandynawskiego z czasów zlodowacenia znalezionego w Lipniku i podarowanego w 1908 bialskiemu muzeum.
W 1903 między strażą pożarną a fabryką Vogta powstała kamienica Alojzy Gwoździowskiej, z kolei w roku 1913 między ratuszem a rzeką Niwką, która płynie pod dzisiejszą ulicą Stojałowskiego, zbudowano kinoteatr miejski znany po II wojnie światowej pod nazwą Wanda. Był to budynek secesyjno–neobarokowy, na rzucie prostokąta, z mansardowym dachem, zaprojektowany przez Artura Corazzę z Igławy; rozebrano go w 1968. W latach 1914–1926 koryto Niwki na odcinku od placu do rzeki Białej zostało przykryte dzisiejszą ulicą Stojałowskiego (wówczas Augasse, w okresie międzywojennym Nad Niwką) przez co zlikwidowano most łączący plac z ulicą Ratuszową; zasklepienie pozostałej części potoku aż do kościoła Opatrzności Bożej przypadło na lata 60. XX wieku. 
W 1922 w sąsiedztwie fabryki Vogta powstała nowa żelbetowa hala podobnego zakładu Fryderyka Tislowitza z zaokrąglonym narożnikiem i narożną rotundą, która pozbawiała ją wyglądu typowej budowli przemysłowej. W 1923 na rogu ulicy Ratuszowej powstał gmach  Polskiego Banku Krajowego (później Bank Gospodarstwa Krajowego, dziś Pekao SA). Jest to najmłodszy istniejący obiekt przy placu. W 1938 powstała kładka piesza łącząca plac z Alejami Sułkowskiego.
W 1943 dokonano zmiany nazwy na Beskidenplatz (Plac Beskidzki), a po II wojnie światowej na Plac Bohaterów Stalingradu. W 1949 odsłonięto na placu Pomnik Wdzięczności Armii Radzieckiej. Po rozbiórce w 1990 pozostał jego cokół, który w 2002 wykorzystano do nowego pomnika konfederatów barskich (Rada Generalna konfederacji została założona w 1769 w Białej).
Budowa Osiedla Śródmiejskiego na przełomie lat 70. i 80. XX wieku wiązało się z przekształceniem układu komunikacyjnego i wyeliminowaniem ruchu przelotowego, w tym komunikacji miejskiej, z placu, którego płyta zaczęła pełnić funkcję parkingu. W latach 90. przebudowana została płyta placu, a także wnętrza dawnej kamienicy Gwoździowskiej oraz opuszczonych hal fabrycznych (w okresie PRL Zakłady Przemysłu Wełnianego WEGA), które zaadaptowano na biura Urzędu Miejskiego. Gmach ratusza przeszedł gruntowny remont w latach 1995–1997, stopniowo odnowiono też pozostałe budynki wokół placu.

## Zabudowa
- nr 1 – Ratusz w Bielsku-Białej
- nr 3–4 – kamienica o cechach neorenesansowych z drugiej połowy XIX wieku, siedziba Miejskiego Centrum Informacji Turystycznej i zarządu okręgowego partii Prawo i Sprawiedliwość
- nr 5 – dawna hala fabryki sukna Fryderyka Tislowitza wzniesiona w 1922 według projektu firmy budowlanej spadkobierców Carla Korna; w okresie PRL część Zakładów Przemysłu Wełnianego WEGA; w latach 90. XX wieku zaadaptowana na siedzibę Urzędu Stanu Cywilnego oraz części biur Urzędu Miejskiego
- nr 6 – dawna hala fabryki sukna Franza Vogta wzniesiona w 1869 i kilkukrotnie przebudowywana; w okresie PRL część Zakładów Przemysłu Wełnianego WEGA; w latach 90. XX wieku zaadaptowana na potrzeby Urzędu Miejskiego, mieści się tu większość biur związanych z bieżącą obsługą interesantów; w trakcie ostatniej przebudowy w 1996 dobudowano od tyłu przeszkloną rotundę;
- nr 7 – kamienica wybudowana w stylu secesyjnym dla Alojzy Gwoździowskiej w 1903; w latach 90. XX wieku zaadaptowana na potrzeby Urzędu Miejskiego
- nr 9 – budynek straży pożarnej z charakterystyczną nietynkowaną ceglaną elewacją wybudowany w 1891 według projektu Carla Korna, pierwotnie jednopiętrowy; pierwotną funkcję pełnił do 2009, obecnie siedziba Powiatowego Inspektoratu Nadzoru Budowlanego

Nie należy do numeracji, ale faktycznie tworzy północną pierzeję placu:
- Stojałowskiego 23 / Ratuszowa 4 – gmach bankowy o eklektycznym wyglądzie z elementami secesyjnymi i neoklasycznymi wybudowany w 1923 według projektu Leopolda Landaua; pierwotnie siedziba Polskiego Banku Krajowego, obecnie Pekao SA

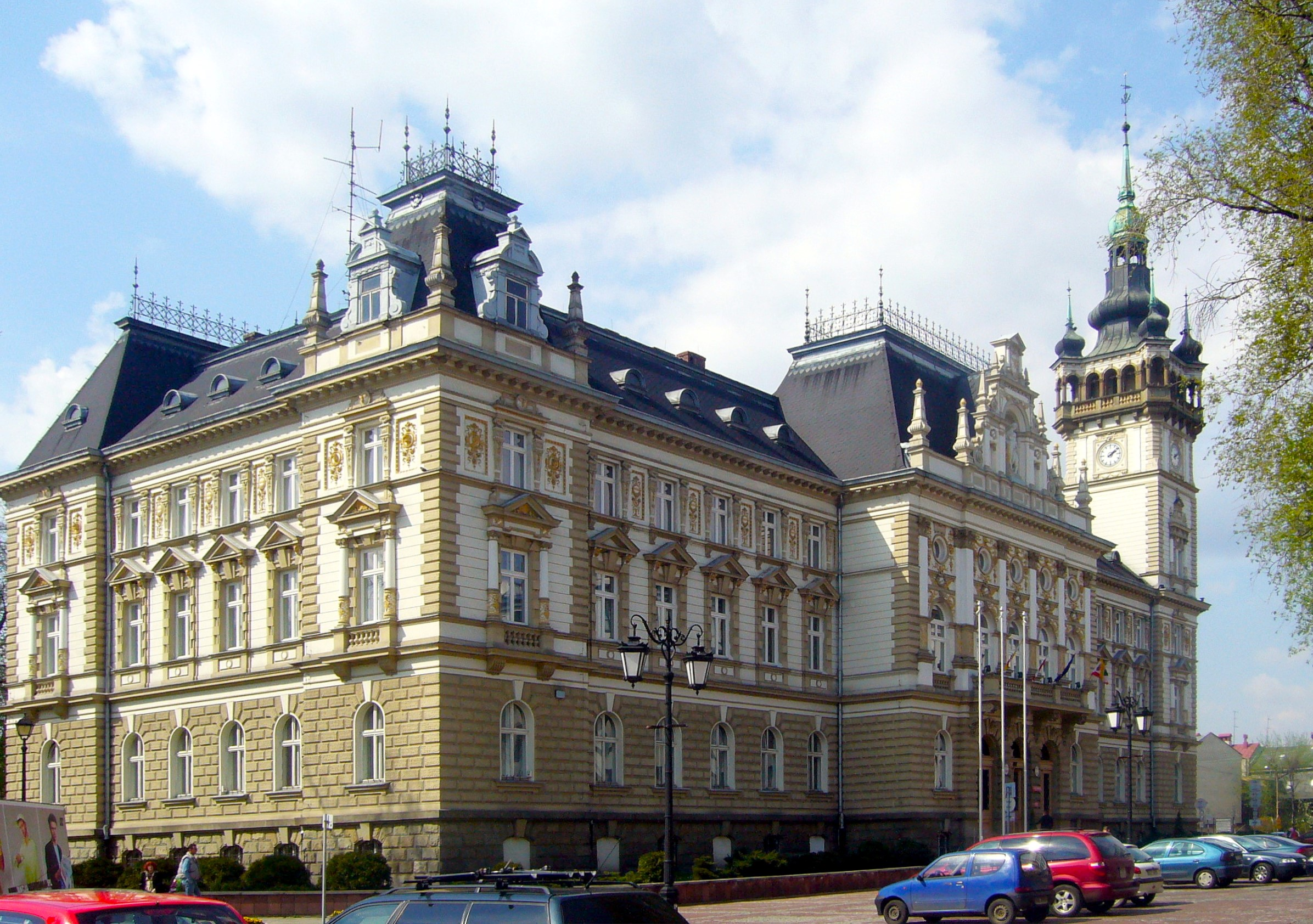
Ratusz
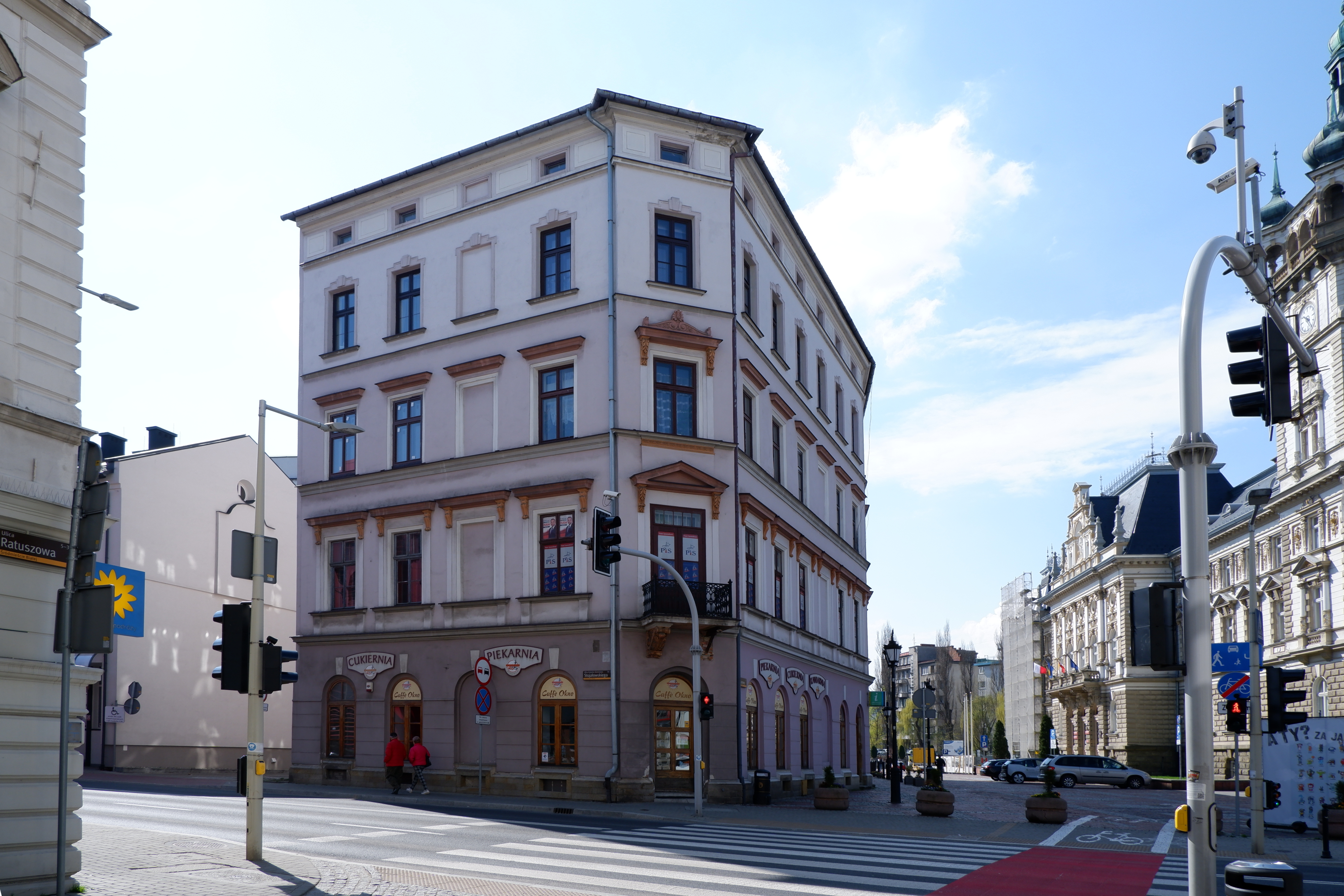
Kamienica nr 3–4
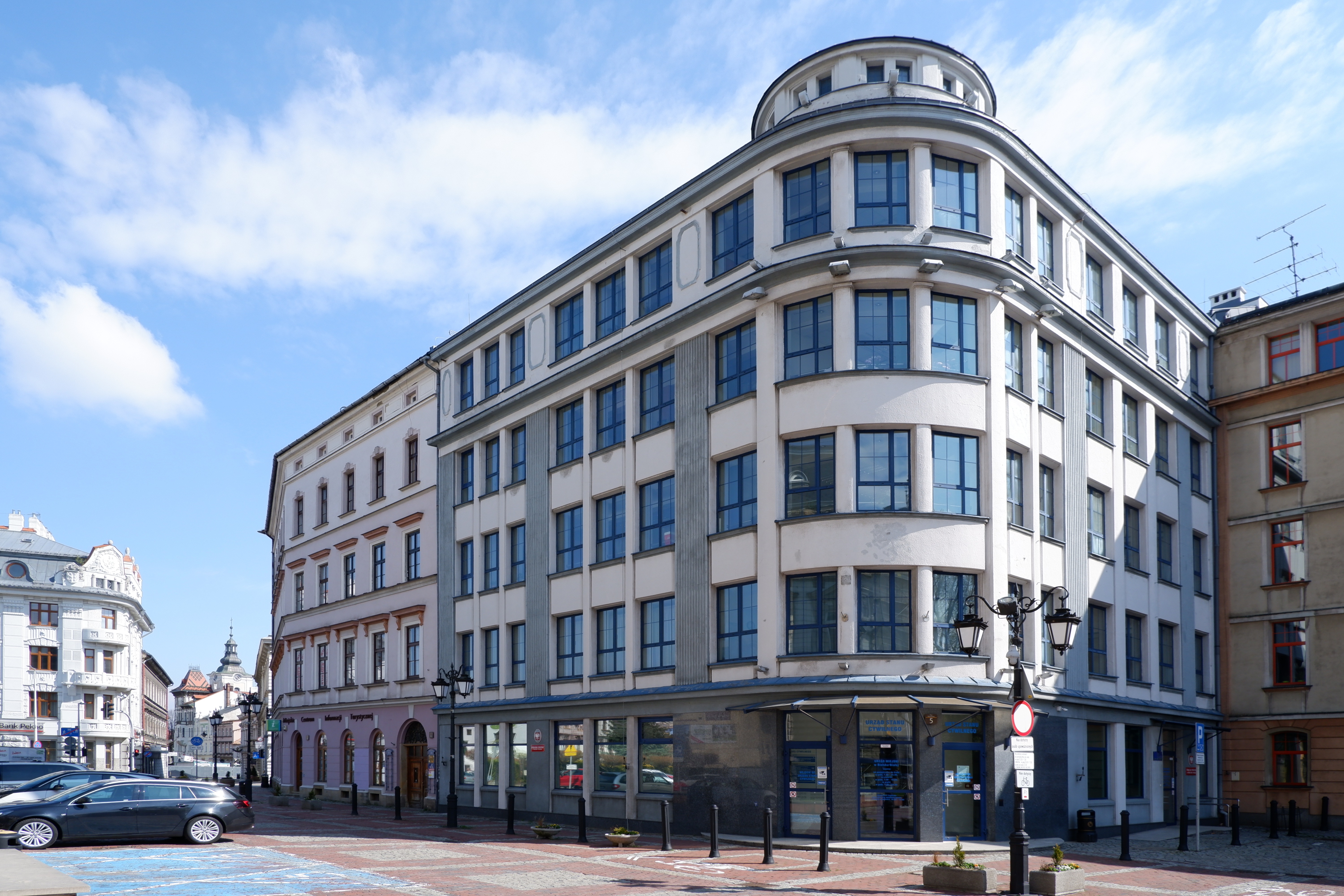
Dawna fabryka Tislowitza
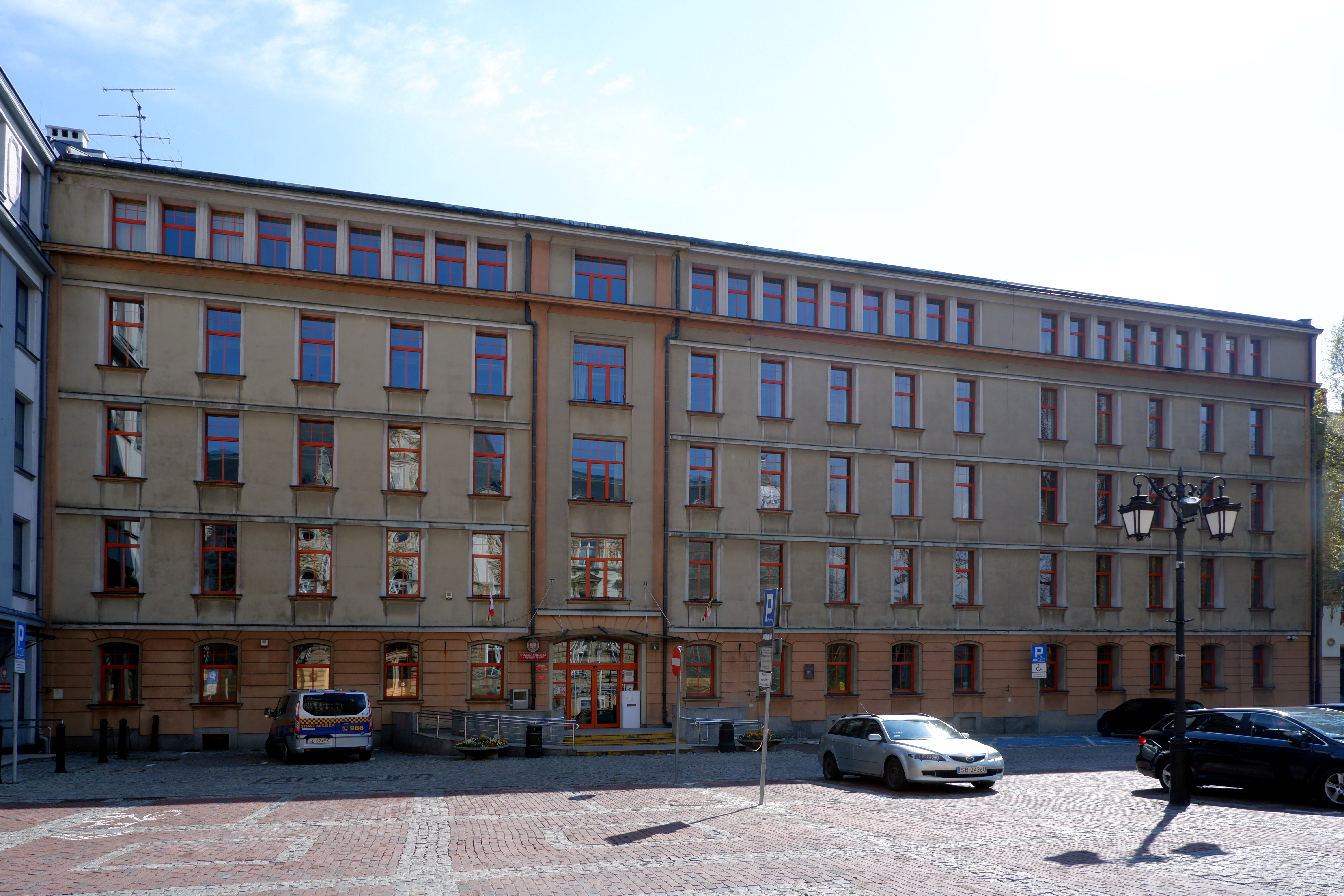
Dawna fabryka Vogta
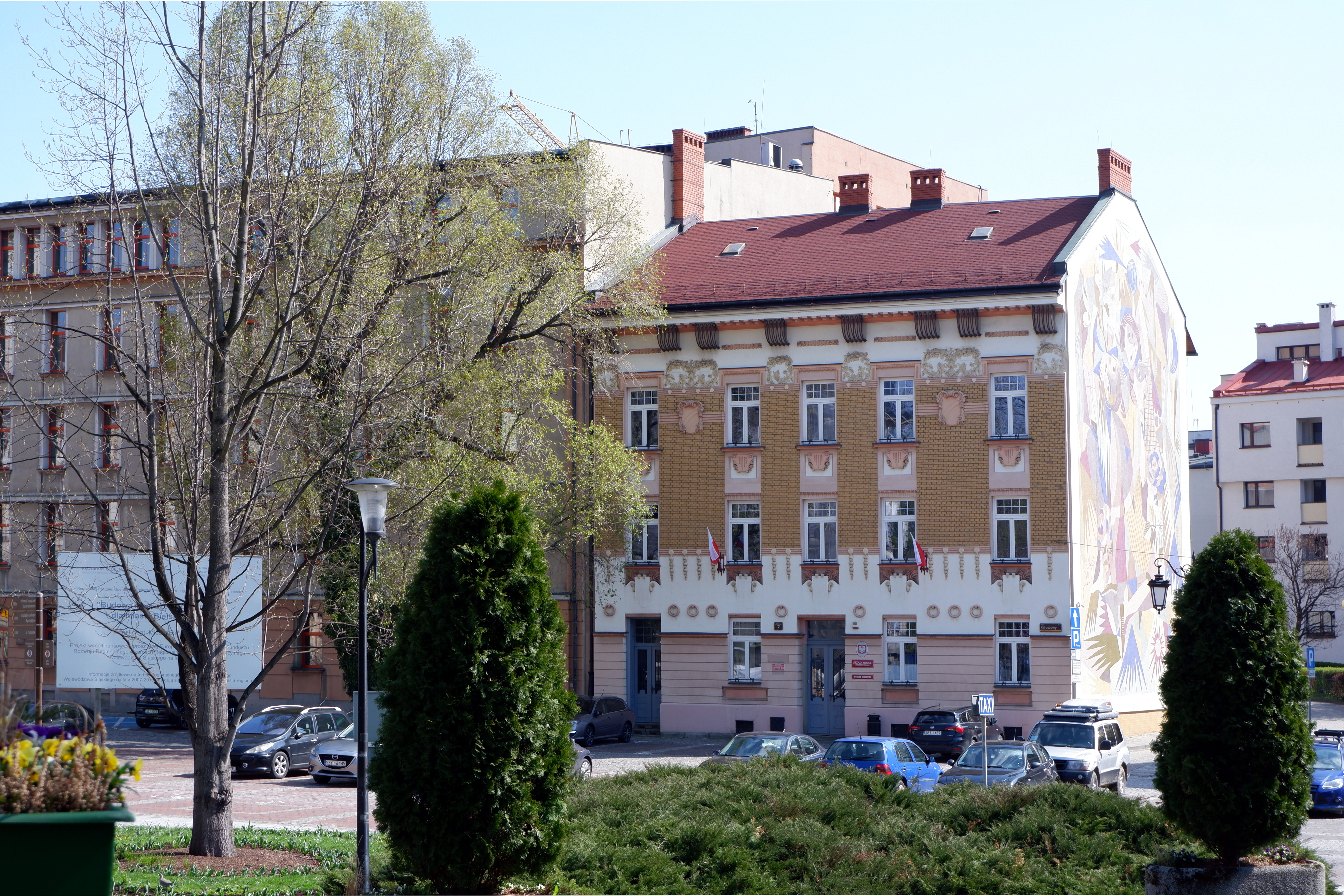
Kamienica Gwoździowskiej (nr 7)
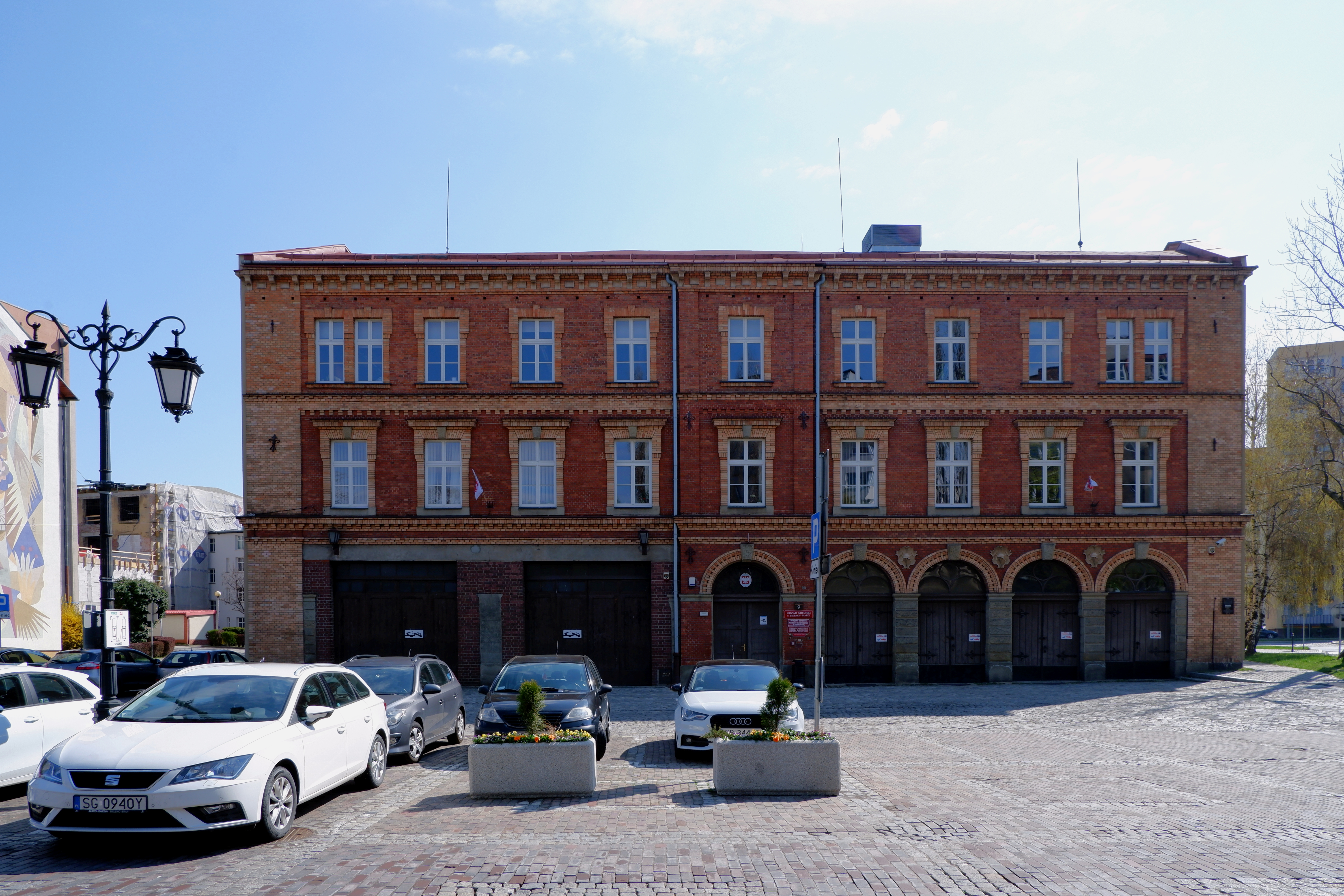
Dawny gmach straży pożarnej
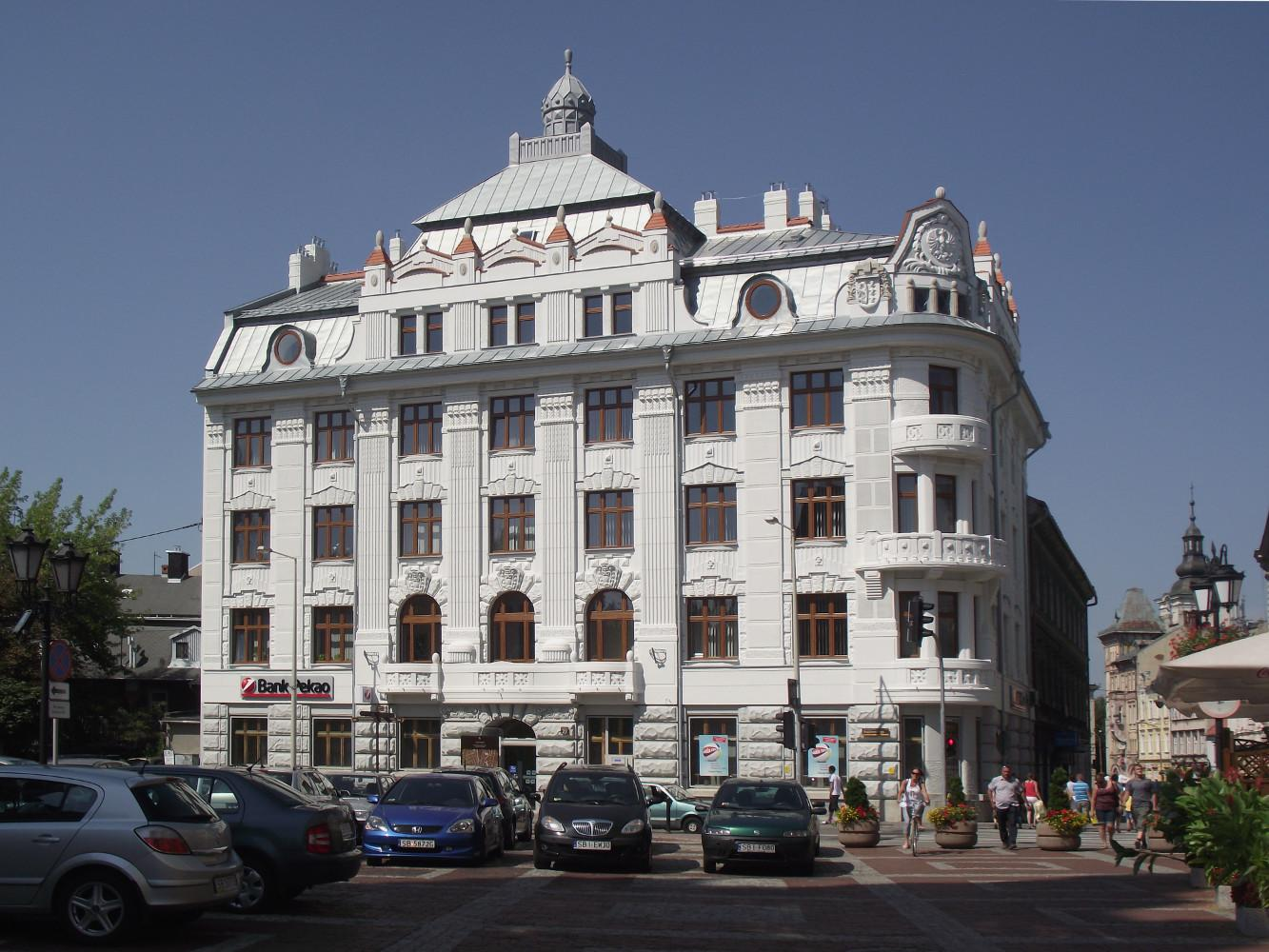
Bank Pekao SA